# Metoda połówkowa
Niektóre z zamieszczonych tu informacji wymagają weryfikacji.
Dokładniejsze informacje o tym, co należy poprawić, być może znajdują się w dyskusji tego artykułu.
 Po wyeliminowaniu niedoskonałości należy usunąć szablon [[Szablon:Dopracować|]] z tego artykułu.
Metoda połówkowa (ang. split-half) – metoda obliczania rzetelności testu statystycznego polegająca na jego podziale na dwie równoważne pod względem charakterystyk statystycznych połowy. Test ten jest szczególnie często stosowany w psychometrii, choć znajduje także zastosowanie w innych działach statystyki.
Do obliczania wskaźników rzetelności metodą połówkową stosuje się różne metody, które stanowią odmiany podstawowej Spearmana-Browna. Najczęściej polecaną techniką dzielenia testu jest podział pozycji na parzyste i nieparzyste. Współczynnik korelacji między połówkami jest następnie podstawiamy do wzoru Spearmana-Browna:
{\displaystyle r_{tt}={\frac {2r_{oe}}{1+r_{oe}}}.}
Jest to wzór na dwukrotne przedłużenie testu, gdzie
{\displaystyle r_{oe}} – korelacja pomiędzy połowami.
Kolejnym wzorem, który można zastosować do obliczenia rzetelności metodą połówkową jest wzór zaproponowany przez Rulona (1937)
{\displaystyle r_{tt}=1-{\frac {s^{2}d}{s^{2}t}},}
gdzie:
{\displaystyle d} – różnica między wynikami w dwóch połówkach testu,
{\displaystyle s_{d}} – odchylenie standardowe tych różnic,
{\displaystyle s_{t}} – odchylenie standardowe wyników ogólnych.
Wzór ten wynika z podstawowego pojęcia rzetelności, a mianowicie: rzetelność jest proporcją wariancji prawdziwej w teście.
Odmianą wzoru Rulona jest propozycja Flanagana (1937):
{\displaystyle r_{tt}=2\left(1-{\frac {s_{1}^{2}-s_{2}^{2}}{s_{t}^{2}}}\right),}
gdzie:
{\displaystyle s_{1}^{2}} – wariancja pierwszej połowy testu,
{\displaystyle s_{2}^{2}} – wariancja drugiej połowy testu,
{\displaystyle s_{t}^{2}} – wariancja całego testu.